# Atac químic a Halabja
L'atac químic a Halabja (en kurd: Kîmyabarana Helebce کیمیابارانی ھەڵەبجە), també conegut com la Massacre de Halabja o Divendres Sagnant, va ser una massacre contra el poble kurd el 16 de març de 1988, els darrers dies de la guerra Iran-Iraq, a la ciutat kurda de Halabja, a l'Iraq. L'atac va ser part de la campanya d'Al-Anfal, al nord d'Iraq, així com un intent de repelir l'operació Zafar 7. Va tenir lloc 48 hores després de la caiguda de la ciutat en mans de l'exèrcit iranià. Una investigació mèdica de les Nacions Unides (ONU) va concloure que es va utilitzar gas mostassa, juntament altres agents nerviosos no identificats.
Entre 3.200 i 5.000 persones van ser assassinades i entre 7.000 i 10.000 més van resultar ferides de gravetat, la majoria civils. Els resultats preliminars de les enquestes a la regió afectada van mostrar un augment de la taxa de càncer i malalties congènites en els anys posteriors a l'atac. L'atac va ser definit per l'Alt Tribunal Penal Iraquià com una massacre genocida contra el poble kurd a l'Iraq, essent l'atac amb armes químics més gran perpetrat contra població civil de la història.
L'atac de Halabja ha estat reconegut com un esdeveniment diferent del Genocidi Anfal dirigit contra el poble kurd pel règim de Saddam Hussein. L'Alt Tribunal Penal Iraquià va reconèixer la massacre de Halabja com un acte de genocidi l'1 de març de 2010, una decisió aplaudida pel Govern Regional del Kurdistan. L'atac també va ser condemnat com un delicte contra la humanitat pel Parlament de Canadà. El 2010, l'oficial iraquià Ali Hassan al-Majid va ser declarat culpable d'ordenar l'atac i va ser sentenciat a mort.

## Antecedents
La regió kurda de l'iraq (al nord del país) va ser una zona de batalles importants durant primera etapa de la guerra entre l'Iran i l'Iraq, amb les milícies del Partit Democràtic del Kurdistan (PDK) i la Unió Patriòtica del Kurdistan (PUK) unides, amb suport iranià, els anys 1982 i 1983. A partir de 1985, el règim baasista iraquià, amb Saddam Hussein al capdavant, va decidir erradicar la resistència kurda al nord de l'Iraq i atacar els rebels Peixmerga per tots els mitjans possibles, inclòs el càstig a gran escala de civils i l'ús d'armes químiques. L'esdeveniment de Halabja també va ser part dels esforços iraquians per contrarestar les forces kurdes i iranianes en les etapes finals de l'Operació Zafar 7.

## Atac químic
L'atac, que va durar cinc hores, va començar la tarda del 16 de març de 1988, després d'una sèrie d'atacs indiscriminats convencionals (coets i napalm) per tal de malmetre les estructures dels habitatges i enitar que servissin de refugi pels posteriors atacs. Avions iraquians Mikoyan i Mirage, van llençar bombes químiques a les zones residencials de Halabja. Segons els comandants kurds, els avions iraquians, coordinats per helicòpters, van realitzar fins a 14 bombardejos amb set o vuit avions cada atac. Els testimonis van confirmar que es van poder veure columnes de fum d'uns 50 m a l'aire, de colors blanc, negre i groc.
En general, es reconeix la utilització de gas mostassa i els agents nerviosos Tabun, Sarin i VX:
- Metges iranians van informar que les víctimes dels atacs químics a Halabja mostraven símptomes característics d'enverinament amb cianur, mentre que d'altres informes indicaven que es van utilitzar quantitats substancials de gas mostassa i altres armes químiques. [13] La majoria dels ferits que es van traslladar als hospitals de la capital iraniana, Teheran, patien exposició a gas mostassa.[1]
- Una investigació mèdica de les Nacions Unides (ONU) va concloure que es va utilitzar gas de mostassa en l'atac, juntament amb d'altres agents nerviosos no identificats. L'investigador de l'ONU va ser "incapaç d'obtenir informació definitiva sobre l'ús del gas cianhídric com a agent químic agressiu".[8]

Abans de l'incident de Halabja, hi va haver almenys 21 atacs químics, documentats, a petita escala contra els kurds iraquians, però cap dels quals va provocar cap resposta seriosa de la comunitat internacional.

## Conseqüències

### Reaccions
Les primeres imatges després de l'atac van ser preses per periodistes iranians que posteriorment les van difondre en els seus respectius diaris. Les imatges preses per la britànica ITN (Independent Television News), es van mostrar a les notícies de tot el món. Algunes d'aquestes imatges van ser preses pel fotògraf iranià Kaveh Golestan, qui va descriure l'escena a Guy Dinmore del Financial Times: "a uns vuit quilòmetres fora de Halabja, amb un helicòpter militar, quan els bombarders iraquians MiG-23 van enlairar-se. L'ona expansiva no era tan gran com un núvol nuclears, sinó diversos i més petits".
El govern de Saddam Hussein va culpar oficialment a l'Iran de l'atac. El canceller iraquià, Tariq Aziz, va declarar literalment: "No s'han utilitzat armes químiques i no hi ha necessitat d'usar-les".
Les persones assassinades van ser declarades com a "màrtirs químics" pels kurds. La resposta internacional en un primer instant va ser el sil·lenci. La intel·ligència i el govern dels Estats Units van suggerir que els civils kurds no eren un objectiu deliberat i que l'Iran n'era realment el responsable. L'Agència d'Intel·ligència de Defensa dels Estats Units i l'analista de la CIA, Stephen C. Pelletiere, van afirmar inicialment que l'Iran n'era responsable. No obstant això, aquestes afirmacions van ser posteriorment desacreditades. Un informe del Ministeri de Relacions Exteriors britànic va sentenciar: "Creiem que és millor mantenir un diàleg amb els altres si volem influir en les seves accions. Les mesures punitives com les sancions unilaterals no seran efectives per canviar el comportament de l'Iraq sobre les armes químiques i danyaria els interessos britànics ".

### Destrucció
Els supervivents, assistits per tropes Peixmerga i iranianes van enterrar la majoria dels morts en tombes massives improvisades. Després que Halabja tornes a mans iraquianes, quan aquestes van arribar, la ciutat va ser arrasada sistemàticament amb excavadores i explosius. El govern japonès, finalment, va finançar un projecte de 70 milions de dòlars per donar accés a aigua potable en resposta als atacs.

### Conseqüències mèdiques i genètiques
Deu anys més tard, el 1998, almenys 700 persones encara eren atesos per efectes de l'atac i 500 d'elles eren considerats malalts crítics. Els metges locals va confirmar l'alt percentatge de trastorns mèdics, com avortament involuntaris (fins a 14 vegades més que el considerat normal), càncer de còlon (10 vegades superior al normal) i les malalties del cor (4 vegades més entre entre 1990 i 1996). A més, "defectes congènits, altres càncers, malalties respiratòries, problemes de pell i ulls, fertilitat i trastorns reproductius són considerablement més elevats a Halabja i àrees circumdants".
Alguns informes van indicar que "els supervivents d'aquest atac en particular tenen lesions permanents, danys neurològics".

### Judicis
Saddam Hussein no va ser acusat per l'Alt Tribunal Penal Iraquià per crims de lesa humanitat pels fets de Halabja. Tanmateix, els fiscals iraquians tenien "més de 500 acusacions documentades comeses durant el règim de Hussein" i, Hussein, només va ser condemnat a mort pel cas de la Massacre de Dujail de 1982. Entre els documents revelats durant el judici de Saddam Hussein, s'hi podia trobar:
- Un memoràndum de 1987 sobre la intel·ligència militar d'Iraq en el qual es demanava permís a l'oficina del president per utilitzar gas mostassa i agents nerviosos com sarin i tabun contra els kurds.
- Un segon document afirmava que Hussein havia ordenat a la intel·ligència militar un estudi sobre les possibilitats d'utilització d'aquestes armes contra les forces iranianes i kurdes.
- Una nota interna escrita per la intel·ligència militar que confirmava que havia rebut l'aprovació d'utilitzar "municions especials" de l'oficina del president i subratllant que no es llançaria res sense abans informar-ne al president.

Saddam va ser executat a la forca el 30 de desembre de 2006.
Ali Hassan al-Majid, cosí de Saddam Hussein, va comandar a les forces iraquians al nord d'Iraq durant aquest període, tenia el sobrenom de "Ali el químic". Va ser condemnat a mort per una cort iraquiana el gener de 2010, després de ser considerat culpable d'orquestrar la massacre de Halabja. Al-Majid va ser condemnat primer a la forca el 2007 pel seu paper en una campanya d'Anfal, de 1988 contra els kurds, i el 2008 va rebre dues sentències addicionals de pena de mort pels seus crims contra els musulmans xiïtes iraquians durant els aixecaments de 1991 al sud d'Iraq, i pels assassinats de 1999 al districte de Sadr de Bagdad (anomenat Ciutat Saddam en aquells moments). Al-Majid no va expressar cap remordiment durant els judicis, arribant a afirmanr que les seves accions eren realitzades en nom de la seguretat d'Iraq. Va ser executat a la forca el 25 de gener de 2010. Entre molts altres documents del govern iraquià capturats, en que es demostra la responsabilitat de l'exèrcit iraquià pels l'atacs, hi ha un enregistrament d'Al-Majid, en el que reia dels kurds: "Els mataré a tots amb armes químiques. Qui dirà res? La comunitat internacional? Que donguin a la comunitat internacional i els que els escolten".